# Габане
Габане (англ. Gabane) — місто в окрузі Квененг Ботсвани. Знаходиться за 15 км на захід від Габороне, столиці Ботсвани. За переписом 2001 року населення становило 10 399 осіб, що робить його четвертим за величиною поселенням у Квенензі. За переписом 2011 року його населення становило 14 842 особи. Зараз це частина агломерації Габороне, де за переписом 2011 року проживає 421 907 жителів.
Це село спочатку було домом для племені БаМалете. Верховним вождем кгосі є Мосаді Себоко резиденція якого розтагована в Рамоцва, столиці Балете. Літнє населення все ще дуже активно займається сільським господарством, тоді як молоде покоління більш урбанізовані.
В місті базується футбольний клуб Юніон Фламенго Сантос.

## Населення
За даними перепису 2011 року населення села складає 14,842 людини. Є четвертим за величиною населеним пунктом округу.
Динаміка чисельності населення роками:
| 1981  | 1991  | 2001   | 2011   | 2013   |
| ----- | ----- | ------ | ------ | ------ |
| 2 688 | 5 975 | 10 399 | 14 842 | 15 933 |

## Дивись також
- Міста Ботсвани